# سيدريك جيمس
سيدريك جيمس (بالإنجليزية: Cedric James)‏ هو لاعب كرة قدم أمريكية أمريكي، ولد في 19 مارس 1979 في فورت وورث في الولايات المتحدة.

## وصلات خارجية
- سيدريك جيمس على موقع مرجع كرة القدم المحترفة.كوم (الإنجليزية)